# Radfahrtruppen

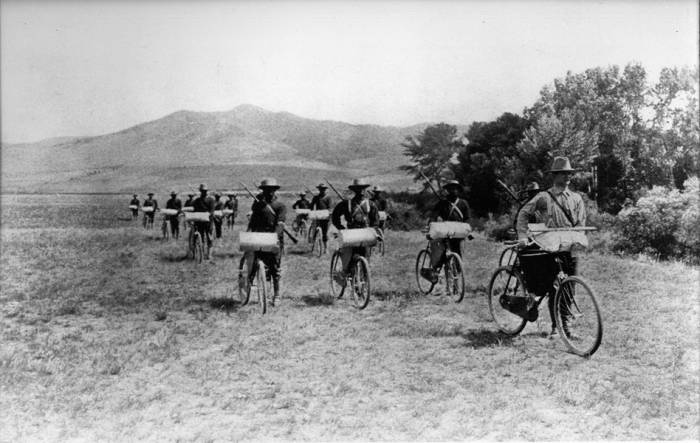
US Bicycle Corps, 1897

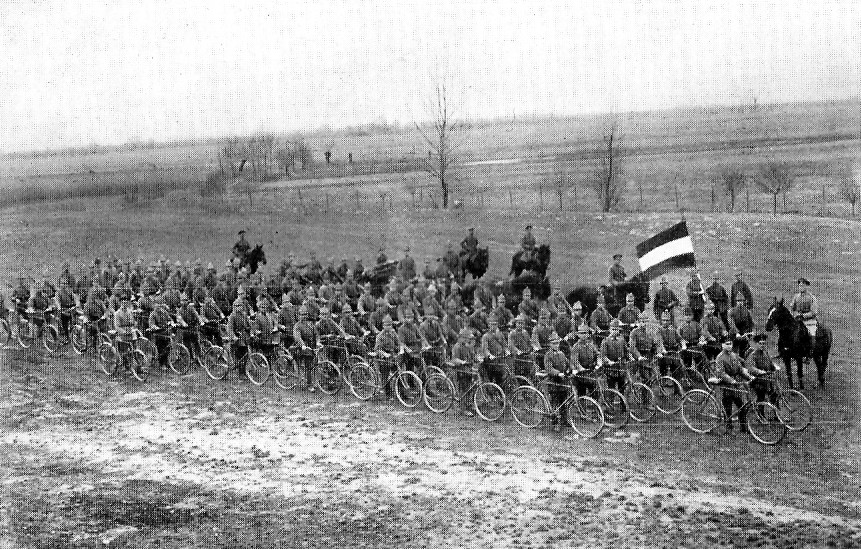
Radfahr-Kompanie der Hannoverschen Jäger im Ersten Weltkrieg

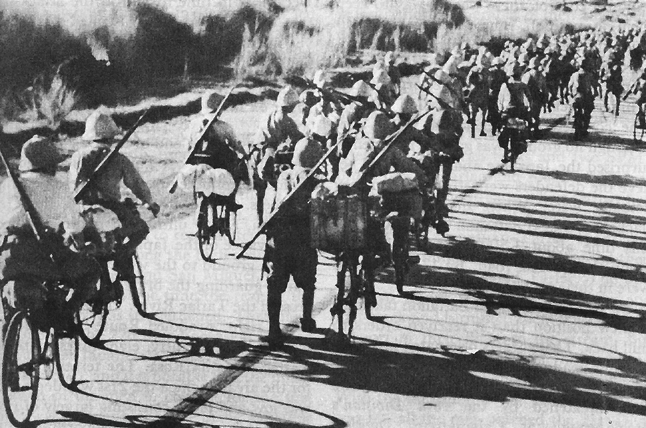
Japanische Truppen bei der Schlacht um die Philippinen

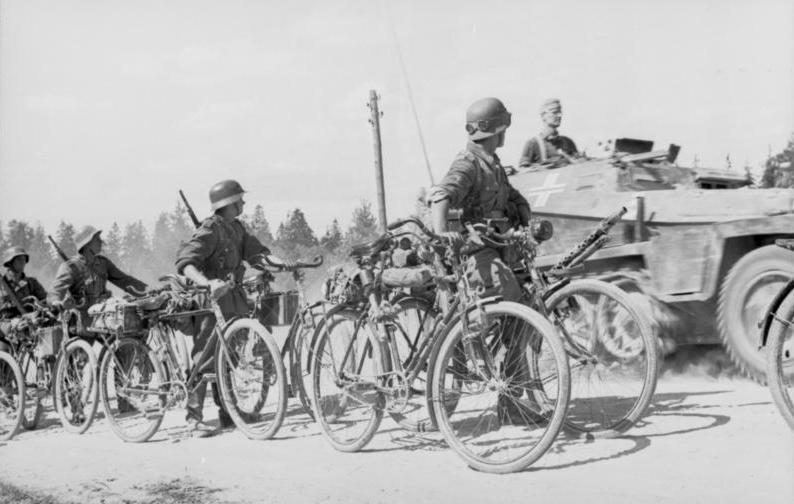
Truppen der deutschen Wehrmacht auf dem Vormarsch in Lettland im Sommer 1941

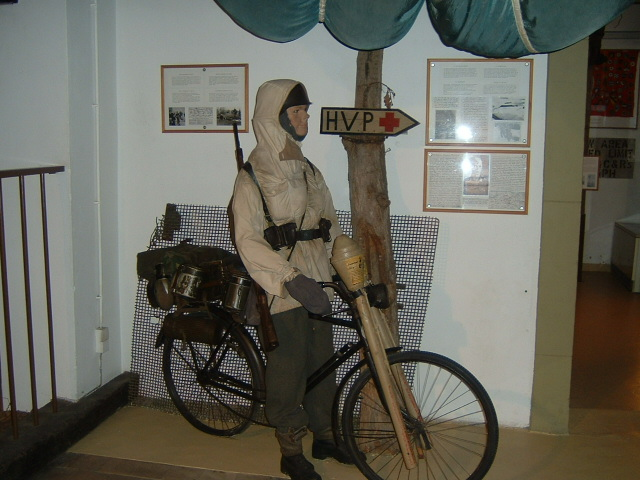
Radkurier mit Panzerfäusten im Militärmuseum Luxemburg

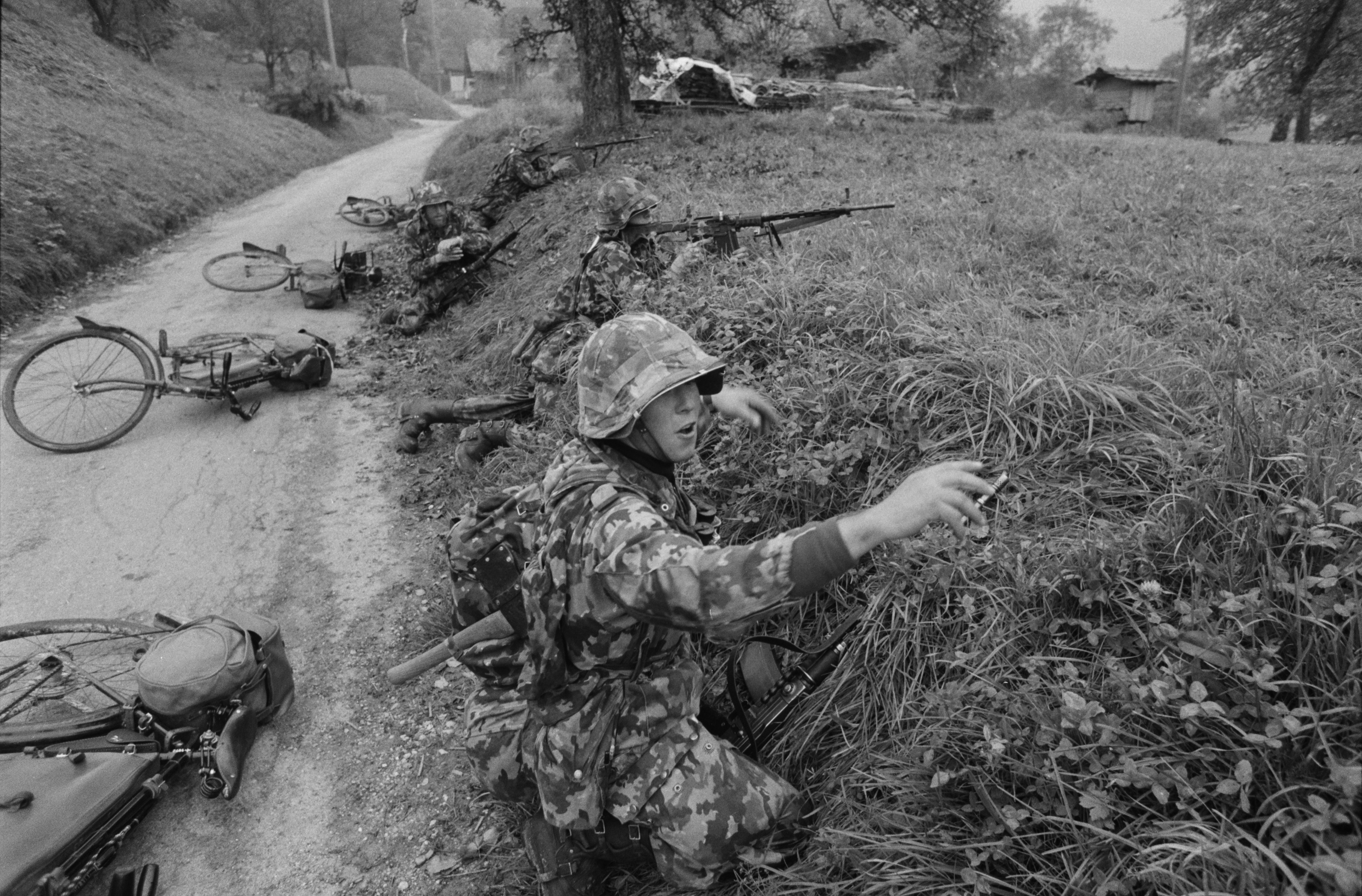
Schweizer Militärradfahrer (1975)

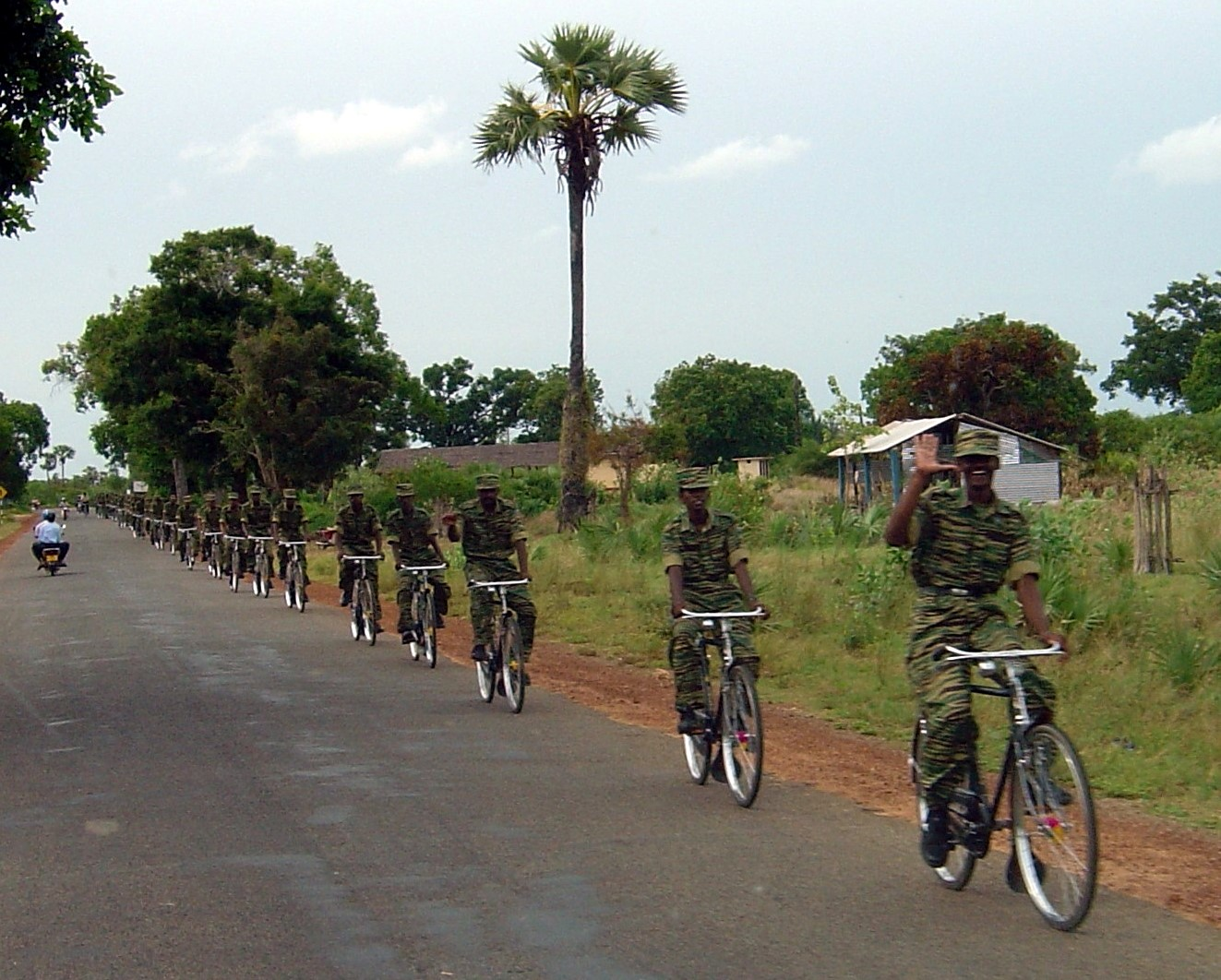
LTTE-Fahrrad-Kompanie (2004)

Radfahrtruppen sind eine Truppengattung eines Heeres, die mit Militärfahrrädern ausgerüstet sind. Militärradfahrer haben auf Straßen und Wegen eine hohe Marschgeschwindigkeit, eine größere Reichweite und sie können sich nahezu lautlos bewegen sowie mehr Gepäck als ein Fußsoldat mitführen. Zudem ist das Ausrücken aus der Kaserne im Vergleich zu motorisierten Kräften schneller. Über kurze Strecken oder bei langsamer Bewegung kann das Rad auch als Lastentransportmittel genutzt werden. Nachteilig gegenüber der Kavallerie war zunächst, dass die ersten genutzten Fahrräder wenig geländegängig waren und der Waffengebrauch während der Fahrt kaum möglich war.
Erste Versuche einer militärischen Nutzung des Fahrrades begannen nach 1885. In Deutschland wurden ab 1892 Radfahrer zuerst nur als einzelne, den Truppenteilen zugewiesene Melder eingesetzt, die in geschlossenen Radfahrkompanien den Jägerbataillonen angegliedert wurden.
Um 1894 wurden erste Radfahrabteilungen aufgebaut. Im Ersten Weltkrieg erreichten Radfahrtruppen durch die mangelnde Motorisierung bei gestiegenem Bedarf an Bewegungsgeschwindigkeit ihre weiteste Verbreitung. Es wurden im deutschen Heer 36 Radfahrerkompanien, 1 Kavallerie-Radfahrerabteilung, 10 Reservekompanien und 17 Ersatztruppen aufgestellt. Die 2. Infanterie-Brigade wurde zum 1. August 1916 in die selbstständige 2. Infanterie-Radfahr-Brigade umgewandelt, die unter anderem bei der Eroberung der Baltischen Inseln im September und Oktober 1917 zum Einsatz kam.
Im Jahr 1936 wurde von der Wehrmacht eine Versuchsabteilung beim I. Armeekorps in Königsberg gebildet. Im Krieg wurden Radfahrer bei den Aufklärungsabteilungen der Infanteriedivisionen des Heeres eingesetzt. Mit zunehmender Motorisierung der Truppe wurde die Mehrzahl der Radfahreinheiten aufgelöst und umgegliedert. Erst mit mangelnden Treibstoffen gegen Kriegsende ab etwa 1944/45 wurden einige Einheiten und Verbände, vor allem des Volkssturms, mit Fahrrädern beweglich gemacht, an denen oft zwei Panzerfäuste an Halterungen zum Transport angebracht wurden.
Im italienischen Heer waren es die Eliteeinheiten der Bersaglieri, die mit Fahrrädern ausgerüstet wurden. Eine erste experimentelle Radfahrkompanie wurde im März 1898 innerhalb des 12. Bersaglieri-Bataillons aufgestellt. Die guten Erfahrungen, die man mit dieser Versuchseinheit machte, führte 1905 zur Aufstellung von je einer Radfahrkompanie in jedem Bersaglieri-Bataillon. 1907 entstand das erste Radfahrbataillon der Bersaglieri, bestehend aus vier Kompanien. 1910 beschloss man die Aufstellung von einem Radfahrbataillon in jedem der 12 Bersaglieri-Regimenter. 1912 wurden die Radfahrtruppen mit einem extra von Bianchi entworfenen Militärfahrrad Modell Carriola (dt. Schubkarren) ausgerüstet. Als das Königreich Italien im Mai 1915 in den Ersten Weltkrieg eintrat, bestanden 12 unabhängige Bersaglieri-Radfahrbataillone. Etwa Mitte 1917 wurde in jedem Radfahrbataillon eine Maschinengewehr-Radfahrkompanie und 1918 eine Maschinenpistole-Radfahrkompanie aufgestellt. Nach dem Krieg wurden alle Radfahreinheiten im März 1919 aufgelöst. Zwischen 1923 und 1924 wurden die 12 Bersaglieri-Regimenter in Radfahrtruppen umgewandelt. Im Laufe des Zweiten Weltkrieges wurden die italienischen Radfahreinheiten dann schrittweise motorisiert.
Japanische Truppen operierten im Zweiten Weltkrieg im Dschungelkampf bei der Invasion Südostasiens erfolgreich mit Fahrrädern, die sie lokal requirierten. Dies war möglich, weil aufgrund ihrer hohen Qualität Fahrräder aus Japan damals in ganz Südostasien verbreitet waren, was auch für die Ersatzteilbeschaffung und Reparaturen vorteilhaft war.
Die Beweglichkeit britischer Fallschirmjäger wurde nach Luftlandeoperationen durch mitgeführte Klappräder gesteigert. Auf deutscher Seite wurden Lastkarren technisch ähnlich den heutigen Fahrradanhängern benutzt.
Im Koreakrieg, im Indochinakrieg und im Vietnamkrieg (im letzteren Fall durch den Vietcong) wurden wesentliche Teile der militärischen Transportleistung mit dem Rad ausgeführt.
Derzeit werden wieder Luftlandetruppen der US-Armee auch für den Kampfeinsatz mit Fahrrädern ausgestattet.
Die Truppengattung des Infanterieaufklärers, welche bis vor einigen Jahren noch bestand, verfügte ebenfalls pro Soldat ein Fahrrad für Aufklärungseinsätze.
Die Schweizer Armee setzte bis 2003 noch drei Radfahrerregimenter (Rdf Rgt) ein. Bedingt durch die fortschreitende Motorisierung der Kampfverbände und insbesondere wegen des fehlenden Splitterschutzes während Truppenverschiebungen wurden diese Radfahrerregimenter aber aufgelöst. Aufgrund des guten Rufs, der großen körperlichen Leistungsfähigkeit und ihres Korpsgeistes galten die Radfahrereinheiten als Elitetruppen.
In der Gründungsphase der Bundeswehr wurden ebenfalls einige wenige Kompanien mit Fahrrädern ausgerüstet; dies war allerdings als Behelf bis zur vollständigen Motorisierung der Truppe und nicht als dauerhafte Lösung gedacht.